# Ansia verso le lingue straniere
L'ansia verso le lingue straniere è un disturbo ansioso specifico che consiste in una paura verso le lingue straniere e il loro percorso di apprendimento o acquisizione linguistica. Questo disturbo ha una grossa incidenza in particolare in contesto scolastico,  laddove uno studente/discente deve imparare una lingua straniera presente nel curriculum degli studi per obbligo, a prescindere che la lingua sia imposta dal piano studi o sia liberamente selezionabile tra un ventaglio di lingue offerte.
Mentre il disturbo d'ansia generalizzato è una forma di ansia generica, l'ansia verso le lingue straniere è un'ansia situazionale, per cui è legata a un contesto specifico e può essere presente in un soggetto che non mostra un disturbo ansioso più generico. La FLA inoltre non è un'ansia facilitante in quanto non motiva il discente a intraprendere un'azione adattativa come lavorare meglio e/o di più. La FLA infatti tende a inibire il discente e non innesca una reazione adattativa, per cui è un'ansia debilitante.
La noia verso le lingue straniere (FLB) è un fenomeno analogo alla FLA in quanto è una forma di noia specifica verso l'apprendimento o acquisizione delle lingue straniere con grossa incidenza in contesto scolastico. Un fenomeno direttamente legato all'ansia verso le lingue straniere è l'autostima nell'acquisizione delle lingue straniere, siccome l'ansia verso le L2 è solitamente correlata a una bassa autostima non necessariamente generica, ma provata in una situazione specifica.

## Nome
Il nome di questa forma di ansia nella letteratura scientifica è "Foreign Language Anxiety" (FLA), che si può trovare tradotto come "ansia verso le lingue straniere", "ansia nei confronti delle lingue straniere", "ansia da lingua straniera", "ansia legata alla lingua straniera", "ansia nell'apprendimento delle lingue straniere", "ansia nello studio delle lingue straniere", "ansia linguistica" e "fobia delle lingue straniere".
L'ansia verso le lingue straniere si può anche indicare con il grecismo "xenoglossofobia", che sottolinea come sia una fobia (e dunque una forma di ansia situazionale).

## Cause
Le cause dell'ansia verso le lingue straniere sono di varia natura. La FLA è un fenomeno unidimensionale che, per comodità, viene suddiviso in fattori ansiogeni. La classificazione di fattori ansiogeni più diffusa è quella di Elanie Kolker Horwitz (1950-2022), che è stata una delle pioniere nella ricerca scientifica intorno alla FLA. I tre fattori che compongono la FLA sono:
- la paura di una valutazione negativa
- l'ansia da test (test anxiety)
- apprensione verso la comunicazione

In generale, l'attività che innesca maggiormente la FLA nei discenti è fare le presentazioni in lingua straniera di fronte all'intera classe e al docente. In generale, quest'attività rientra in quelle che coinvolgono la produzione orale.
Per dare una classificazione più estesa, le cause della FLA sono classificabili in due macro-gruppi: cause endogene/interne e cause esogene/esterne. Le prime sono interne al discente e dunque dipendono da esso, mentre tutte le altre sono esterne allo studente e sono da ritrovare dunque nell'ambiente in cui vive (e.g., la famiglia e la classe).

### Cause endogene
Le possibili cause endogene con relativa spiegazione sono:
- la mentalità competitiva del discente, ovvero la volontà di primeggiare: da questa caratteristica psicologica e endogena deriva un sottogruppo di cause ansiogene, ovvero la tendenza del discente a compararsi con gli altri discenti e a cercare di raggiungere un'immagine di sé idealizzata (tipicamente dotata di standard oggettivamente troppo alti o irraggiungibili).[1][4] In particolare, un discente potrebbe soffrire di ansia perché vede o teme che i propri compagni siano più bravi e più avanti nel percorso di apprendimento o acquisizione della lingua straniera; in alternativa, vede o teme che i compagni lo supereranno presto.
- bassa autostima: la scarsa autostima è il pensiero di essere incapace o poco capace di imparare una o più lingue straniere, dunque una percezione negativa di sé. Questo pensiero porta a preoccupazione e alla paura di essere valutato negativamente dai compagni e/o dal docente[1] oltre al pensiero generico che i compagni si curano molto del percorso di apprendimento linguistico di un'altra persona invece del proprio.[5] I discenti che, in base ai test psicometrici, mostrano un'alta autostima hanno minori problemi a gestire la FLA e ottengono migliori risultati nell'apprendimento delle lingue straniere[4]
- standard oggettivamente troppo alti: il perfezionismo nella produzione linguistica scritta e/o orale (e dunque nella produzione di output linguistico) porta alla paura di fare errori e di prendersi rischi (risk-taking). Inoltre, il desiderio di diventare fluenti in tempi troppo rapidi (tipicamente entro due anni) in una lingua straniera porta all'ansia quando i tempi realisticamente iniziano ad allungarsi.[1] Un'altra causa collegabile agli standard oggettivamente troppo alti è il desiderio enorme di raggiungere una fluenza pari a quella di un nativo,[3] dunque a un livello C2 secondo il Quadro di Riferimento Europeo (CEFR).
- scarse abilità nell'apprendimento: indica l'assenza di acquisizione di un buon metodo per imparare le lingue straniere da parte del discente. Il metodo perfetto per ogni discente non esiste siccome ogni discente presenta alcuni elementi di variazione individuale (e.g., stile di apprendimento e argomenti motivanti)[1]
- la percezione negativa della propria performance: indica la credenza (anche esagerata) che la propria produzione orale e/o scritta sia troppo negativa.[1]
- generica paura di comunicare (communication apprehension)[1] e/o l'introversione: i discenti che sono meno estroversi e più riservati tendono a partecipare di meno nelle conversazioni e attività in classe in quanto, per loro indole, sono meno loquaci e proni a esercitarsi in attività orali in classe e a socializzare con i compagni
- pregiudizi di natura linguistica: le idee pregresse su come funziona il percorso di apprendimento o acquisizione linguistica possono portare ad ansia.[1] In particolare, molti pregiudizi derivano da pseudo-teorie generate dalla linguistica folk o "linguistica popolare", che si contrappone alla linguistica scientifica e accademica. Alcuni pregiudizi errati per esempio riguardano l'impossibilità di imparare una lingua straniera dopo l'infanzia, l'esistenza di tempi più lunghi di apprendimento linguistico in capo agli adulti e ragazzi rispetto agli infanti e un valore positivo oggettivamente spropositato attribuito a fattori genetici come il quoziente intellettivo (invece di tenere conto delle variabili indispensabili nel successo nell'apprendimento delle lingue straniere, come ad esempio la gestione della motivazione endogena e esogena, ansia, noia e autostima e l'apprendimento dell'autonomia dello studio e di rudimenti di glottodidattica per sviluppare strumenti critici nello studio di una L2)
- la scarsa intelligenza emotiva del discente,[6] ragion per cui l'intelligenza emotiva nella letteratura scientifica sulla FLA ha peso rispetto al mero quoziente intellettivo
- possesso di un metodo di apprendimento poco praticabile: ad esempio, uno studio di Horwitz ha evidenziato come alcuni discenti sentissero il bisogno di produrre oralmente frasi assolutamente corrette con l'intervento di correzioni; in assenza della possibilità di ricevere correzioni, i discenti provavano ansia e dunque si rifiutavano di parlare in lingua straniera[1]
- paura di essere giudicati negativamente dal docente[7] o compagni di classe[8] in caso di errori o di suonare comici di fronte agli altri[7]
- parlare di un topic su cui il discente ha una scarsa preparazione[7]
- timore di dimenticarsi i vocaboli[7]
- avere una pronuncia scorretta[7]
- non avere amici all'interno di un corso di lingua straniera, siccome questo fatto non fa stare a proprio agio ("uncomfortable") i discenti[5]
- non essere abituati agli approcci naturali in didattica acquisizionale, dunque a quelli orientati all'acquisizione delle L2; in particolare, un discente può sentirsi insicuro e confuso se il docente decide di non usare un libro di testo scolastico come punto di riferimento cardine[5]

### Cause esogene
Le possibili cause esogene con relativa spiegazione talvolta si sovrappongono con quelle endogene e sono:
- la mentalità competitiva del discente, ovvero la volontà di primeggiare: la causa diventa esogena nel caso in cui la mentalità competitiva del discente è frutto della pressione dei genitori. A loro volta, le pressioni dei genitori hanno una natura culturale, per cui sono legate al contesto in cui il discente e i suoi genitori. Per esempio, alcuni genitori taiwanesi hanno un'attenzione ossessiva verso il percorso didattico in inglese dei propri figli, per cui la pressione genitoriale porta i figli a provare un'ansia non facilitante nell'apprendimento linguistico[1]
- la pessima atmosfera in classe: un'atmosfera pessima in classe (a prescindere che la classe sia fisica o virtuale) incide sull'emotività del discente. L'atmosfera pessima è causata da tante possibili sotto-cause come ad esempio i pregiudizi sui discenti da parte del docente, un metodo ansiogeno nella correzione degli errori dei discenti (e.g., gridare davanti a tutti in faccia ai discenti, interrompere di colpo la produzione di output dei discenti per correggere), lo scarso supporto dato dal docente ai discenti in difficoltà e il comportamento autoritario del docente,[1][4] a cui si potrebbe aggiungere la tendenza del docente a fare paragoni tra studenti. Inoltre, la tendenza eccessiva del docente a enfatizzare la correttezza provoca ansia in quanto si manifesta come la correzione continua di errori nella produzione di output linguistico dei discenti[4]
- un pessimo stile di insegnamento: qualora i target dell'insegnamento siano i ragazzi, i problemi riguardano lo stile pedagogico. Qualora i target siano gli adulti, i problemi riguardano lo stile andragogico. Questa causa è collegata alla pessima atmosfera in classe
- alcune pessime interazioni con i compagni di classe:[1] ad esempio, la tendenza dei compagni di ridere degli errori altrui è un motivo di ansia
- la presenza di esami: l'ansia data dai test di valutazione della lingua (verifiche, interrogazioni, quiz ecc.) è specificatamente nota come "ansia da test" (test anxiety)[1]
- pregiudizi di natura linguistica: anche quest'altra causa diventa esogena se tali pregiudizi legati alla linguistica folk sono promossi e/o rinforzati da parte dei genitori e dei compagni
- il gender: gli studi sulla FLA evidenziano come le femmine che apprendono una L2 siano più ansiose dei maschi[1][8]
- il livello di fluenza: i discenti con un basso livello di fluenza della lingua (e.g., i principianti) tendenzialmente hanno livelli più alti di FLA rispetto ai discenti con una fluenza più alta, ma alcuni studi ribaltano questa tendenza: più il livello di fluenza si alza, più il discente è preoccupato della propria performance linguistica[1]
- Il background socio-culturale: questi elementi sociali/etnici e culturali contribuiscono a generare la FLA. Per esempio, nella cultura cinese, vige il pensiero per cui "il silenzio è d'oro", il che porta i discenti ad assumere un atteggiamento silenzioso e riluttante a parlare in lingua straniera in classe o a partecipare a attività interattive con i compagni[1]
- l'età: i livelli di FLA crescono in base all'avanzamento del percorso scolastico, per cui nei vari college i livelli di FLA sono più bassi al primo anno e sono più alti all'ultimo anno. Questa correlazione non è stata trovata nello studio della lingua cinese come L2 (lingua seconda)[1]
- le difficoltà già incontrate nell'apprendimento di L2; qualora le difficoltà e i fallimenti siano causati proprio dalla FLA, allora si instaura un circolo vizioso che si autoalimenta[4]
- le differenze culturali tra la propria cultura e la cultura della lingua target. In particolare, secondo Young, se il discente non si identifica nella cultura target avviene uno shock culturale che porta alla FLA[4] in quanto una lingua straniera e la relativa cultura sono interrelate (la lingua è già di per sé una caratteristica culturale di un popolo e un artefatto intangibile creato dal popolo stesso)
- la differenza di status tra discente e interlocutore[4]
- attività glottodidattiche contrassegnate da una scarsa quantità di input comprensibile, cioè di testi letti e frasi pronunciate che non sono in larga misura resi comprensibili per il discente[6]
- l'uso oggettivamente eccessivo della lingua madre/lingua prima (L1) dei discenti da parte del docente durante le ore di lingua straniera[6]
- il tempo insufficiente per prepararsi prima di parlare di un topic[7] nuovo o su cui il discente non è ancora ferrato
- il tempo di attesa prima del proprio turno[7]

Alcune cause sia endogene che esogene possono potenzialmente presentarsi anche nei discenti di lingue straniere che operano fuori dal contesto scolastico, dunque da autodidatti. Per esempio, la tendenza al perfezionismo, gli standard oggettivamente troppo alti, le scarse abilità nell'apprendimento, la percezione negativa della propria performance possono e la differenza di status tra discente e interlocutore possono riguardare sia apprendenti in contesto scolastico che autodidatti.

## Sintomi
Tutti i sintomi della FLA sono negativi e sono suddivisibili in sintomi fisici/somatici e in sintomi psicologici e/o di altra natura.

### Sintomi fisici
I tipici sintomi fisici della FLA da parte dei discenti secondo Horwitz sono la tensione muscolare, blocco fisico ("freezing"), tremore, sudorazione e palpitazione cardiaca. Altri sintomi ancora includono il contorcersi (squirming), l'agitazione (fidgeting), il giocare con i capelli o il vestiario o oggetti, la balbuzie, il mal di testa e la mancanza di contatto oculare con l'interlocutore, per cui lo sguardo è puntato altrove o vaga in più punti (eye shuttle).

### Sintomi non fisici
I sintomi non fisici della FLA includono lo scarso rendimento (scolastico e generale) nella lingua straniera, un numero oggettivamente eccessivo di ore di studio rispetto all'obiettivo da raggiungere e alla difficoltà degli argomenti, non parlare la lingua straniera, avere vuoti di memoria per l'ansia, sentirsi confusi in classe e avere problemi di insicurezza quando si parla in lingua straniera che per esempio si manifestano come risposte troppo corte (talvolta perfino monosillabiche) e non chiare. Le risposte monosillabiche, qualora non siano giustificate dal fatto che il discente è un principiante (e.g., un discente che ha sviluppato la varietà pre-basica di lingua) o altri motivi non correlati alla FLA come l'impreparazione, possono derivare dalla FLA.
Altri sintomi di FLA ancora includono la presenza costante di dubbi verso di sé (self-doubt), apprensione, iper-competizione, non sentirsi a proprio agio (uneasiness), frustrazione, scarsa autostima e confidenza, eccessiva autocritica (e.g., "Sono così stupido"), timidezza a parlare e scrivere in lingua straniera e timidezza a leggere ad alta voce testi in lingua straniera. La reazione dei discenti agli errori è negativa e non costruttiva.
Negli esercizi di ascolto, i discenti che soffrono di FLA possono avere problemi a focalizzare l'attenzione sull'audio per il nervosismo o avere vuoti di memoria specificatamente dopo avere ascoltato l'audio. Dunque, a causa dell'ansia durante gli esercizi di ascolto, il discente può non riuscire nemmeno a sviluppare una competenza nel campo della comprensione orale. Infine, i discenti possono saltare le lezioni di lingua straniera, arrivare intenzionalmente in ritardo e/o impreparati o effettuare sorrisi e risate forzate per mascherare l'ansia.

## Il FLCAS come strumento di ricerca
Uno strumento di ricerca per quantificare la FLA è la Foreign Language Classroom Anxiety Scale (FLCAS), traducibile come "Scala di ansietà verso le lingue straniere in classe". Il FLCAS è un test usato nella ricerca scientifica ed è potenzialmente utilizzabile anche in classe per quantificare in punti il livello di ansia attraverso la scala di Likert; può riferirsi a tutte le lingue straniere studiate o a una lingua straniera in particolare. Il test in svariati articoli scientifici ha subito leggere modifiche e ha subito delle critiche, ma è lo strumento più applicato in tutta la ricerca scientifica sulla FLA. La versione originale del test è stata sviluppata da Horwitz e Cope nel 1986 e si basa su 33 affermazioni e una scala di Likert a 5 punti: fortemente non d'accordo, non d'accordo, né d'accordo né in disaccordo, d'accordo, fortemente d'accordo. Qualora il test venga somministrato a più studenti, si può anche potenzialmente calcolare il livello aggregato di FLA o fare un'analisi orizzontale delle risposte (e.g., quale affermazione a tema FLA ha il maggior numero di risposte "fortemente d'accordo").
Le modifiche della versione originale riguardano il numero di domande e la scala di Likert (e.g., eliminando l'opzione generica e ambigua "né d'accordo né in disaccordo", viene forzata la presa di posizione). In particolare, la versione di Gardner e MacIntyre è più snella, mentre altre versioni aggiungono alcuni item. Un altro test, che in realtà deriva da una specializzazione della FLCAS, è stato sviluppato nel 2014 da Öztürk e Gürbüz e si chiama FLSAS (Foreign Language Speaking Anxiety Scale). Quest'ultimo test si concentra sull'ansia derivata dalle attività di produzione orale, contiene 18 domande ed è già stato usato da molti autori nei loro studi.

### Versione originale del FLCAS (inglese)
Le 33 domande originali in lingua inglese sono affiancate dalla scala di Likert a 5 punti, per cui l'alternativa si crocetta; in alternativa, se la scala di Likert si collega ai punti (e.g., "fortemente in disaccordo" = 0 punti), si può affiancare a una parentesi nella quale si scrive il punteggio; se si usa un sistema a punti, si può anche calcolare un punteggio finale per provare a quantificare la FLA (33×4 = massimo 132 punti, minimo 0 punti), tuttavia la composizione delle domande non deve portare al bias dell'acquiescenza. Nell'item n.6, si specifica che la causa della distrazione è l'ansia e non altre cause comunque importanti come ad esempio la noia verso le attività in classe.
1. I never feel quite sure of myself when I am speaking in my foreign language class.
2. I do not worry about making mistakes in language class.
3. I tremble when I know that I am going to be called on in language class.
4. It frightens me when I do not understand what the teacher is saying in the foreign language.
5. It would not bother me at all to take more foreign language classes.
6. During language class, <due to anxiety> I find myself thinking about things that have nothing to do with the course.
7. I keep thinking that the other students are better at languages than I am.
8. I am usually at ease during tests in my language class.
9. I start to panic when I have to speak without preparation in language class.
10. I worry about the consequences of failing my foreign language class.
11. I do not understand why some people get so upset over foreign language classes.
12. In language class, I can get so nervous <that> I forget things I know.
13. It embarrasses me to volunteer answers in my language class.
14. I would not be nervous speaking the foreign language with native speakers.
15. I get upset when I do not understand what the teacher is correcting.
16. Even if I am well prepared for language class, I feel anxious about it.
17. I often feel like not going to my language class.
18. I feel confident when I speak in foreign language class.
19. I am afraid that my language teacher is ready to correct every mistake I make.
20. I can feel my heart pounding when I am going to be called on in language class.
21. The more I study for a language test, the more confused I get.
22. I do not feel pressure to prepare very well for language class.
23. I always feel that the other students speak the foreign language better than I do.
24. I feel very self‐conscious about speaking the foreign language in front of other students.
25. Language class moves so quickly I worry about getting left behind.
26. I feel more tense and nervous in my language class than in my other classes.
27. I get nervous and confused when I am speaking in my language class.
28. When I am on my way to language class, I feel very sure and relaxed.
29. I get nervous when I do not understand every word the language teacher says.
30. I feel overwhelmed by the number of rules you have to learn to speak a foreign language.
31. I am afraid that the other students will laugh at me when I speak the foreign language.
32. I would probably feel comfortable around native speakers of the foreign language.
33. I get nervous when the language teacher asks questions which I have not prepared in advance.

### Versione originale del FLCAS (italiano)
1. Non mi sento quasi mai sicuro/a di me quando parlo durante la lezione di lingua.
2. Mi preoccupo di fare errori nella lezione di lingua straniera.
3. Tremo quando so che sto per essere chiamato/a durante la lezione di lingua straniera.
4. Mi spavento quando non capisco quello che il professore dice a lezione di lingua straniera.
5. Non mi darebbe assolutamente fastidio fare più lezioni di lingua straniera.
6. Durante la lezione, <per l'ansia> penso cose che non c’entrano nulla con il corso di lingua straniera.
7. Penso in continuazione che gli altri studenti sono più bravi di me in lingua straniera.
8. Di solito non sono a mio agio durante i test di lingua straniera.
9. Inizia a venirmi il panico quando devo parlare senza preparazione a lezione di lingua straniera.
10. Mi preoccupo delle conseguenze di prendere brutti voti nelle lezioni di lingua straniera.
11. Io non capisco come mai alcune persone sono così infastidite dalle lezioni di lingua straniera.
12. A lezione, posso essere così nervoso/a da dimenticare le cose che so già.
13. Mi imbarazza rispondere come volontario a domande a lezione di lingua.
14. Non sarei nervoso/a a parlare in lingua straniera con i parlanti nativi.
15. Mi infastidisco quando non capisco quello che il docente corregge.
16. Anche se sono ben preparato/a per la lezione di lingua straniera, mi viene ansia.
17. Spesso sento di non volere andare a lezione di lingua straniera.
18. Mi sento sicuro/a quando parlo nella lezione di lingua straniera in classe.
19. Ho paura che il professore di lingua straniera sia pronto a correggere ogni errore che faccio.
20. Riesco a sentire il batticuore quando sto per essere chiamato/a durante la lezione di lingua.
21. Più studio per un test di lingua straniera, più divento confuso/a.
22. Non sento pressione per preparami molto bene per le lezioni di lingua straniera.
23. Sento sempre che gli altri studenti parlano la lingua straniera meglio di me.
24. Sento molta autoconsapevolezza quando parlo la lingua straniera di fronte ad altri studenti.
25. Le lezioni di lingua straniera sono così rapide che ho paura di restare indietro.
26. Mi sento più teso/a e nervoso/a durante le lezioni di lingua straniera rispetto alle altre materie.
27. Divento nervoso/a e confuso/a quando parlo durante la lezione di lingua straniera.
28. Quando vado a lezione di lingua straniera, non mi sento così sicuro/a e rilassato/a.
29. Divento nervoso/a quando non capisco ogni parola che l’insegnante dice.
30. Mi sento sopraffatto/a dal numero di regole che si devono imparare per parlare la mia lingua straniera.
31. Ho paura che gli altri studenti mi rideranno addosso quando parlo in lingua straniera.
32. Probabilmente mi sentirei a mio agio in mezzo ai parlanti nativi della mia lingua straniera.
33. Divento nervoso/a quando il professore fa domande su cui non mi sono preparato/a in anticipo.

## Strategie di mitigazione
Un percorso di apprendimento o acquisizione di una lingua straniera più sostenibile psicologicamente permette potenzialmente di ottenere anche dei risultati migliori nella propria L2 a livello scolastico e generale. Pertanto, i livelli di FLA possono essere dapprima misurati con un test apposito (e.g., il test FLCAS) e infine abbattuti con una serie di strategie mirate sia alle cause endogene che esogene e applicate lungo le varie lezioni di lingua straniera. A causa della pervasività della FLA, è più che sufficiente ridurre l'ansia a livelli gestibili da parte del discente invece che azzerarla completamente. Nella letteratura scientifica, sono identificate alcune strategie di mitigazione che un docente può implementare in classe anche a seguito di discussione preliminare con i discenti e eventualmente i loro genitori:
- avere interazioni positive con i discenti in aula durante le spiegazioni e le correzioni degli errori (e.g., non gridare in faccia agli studenti, non interrompere gli studenti, indicare come gli errori siano sia inevitabili sia degli indicatori per comprendere quanto già assimilato e cosa ancora resta da assimilare, limitare le critiche continue e focalizzarsi dunque sui complimenti per esempio su quanto già assimilato. In particolare, l'apprezzamento è un feedback positivo che evidenza un evento in cui il discente affetto da FLA ha avuto successo. Tale feedback positivo a fronte di un fatto compiuto rinforza l'autostima. Infine, il feeback di correzione indiretto è meno ansiogeno del feedback diretto; per esempio, la frase "E' sbagliato/a",[7] magari unita a dei rimproveri di fronte all'intera classe, è più ansiogena di una frase indiretta e coinvolgente simile a "Ho capito! Molto interessante! [Dunque] volevi dire X!")[1][4]
- avere cura di fornire feedback che peraltro comprendono sempre la correzione. La tecnica per cui un feedback è contornato dalla correzione e/o simili elementi migliorativi è detta "scaffolding" e i feedback dotati di scaffolding (scaffolded feedback) si contrappongono sia ai feedback senza scaffolding (unscaffolded feedback) sia a errori senza feedback. La presenza sia feedback con una correzione permette di migliorare le competenze del discende di L2 e di rafforzare la propria autonomia e indipendenza nello studio di L2; inoltre, viene mitigata la FLA nel momento in cui il discente nota coscientemente che non ripete più lo stesso errore. Lo scaffolding può includere correzioni sulla pronuncia, grammatica (morfologia e sintassi) e vocabolario.[7] In realtà, lo scaffolding potenzialmente può anche includere delle dritte per migliorare la comunicazione non verbale tramite l'evitamento (e.g., invitare a tenere il contatto oculare) e il controllo di gesti che denotano insicurezza
- invogliare i discenti a intervenire durante le lezioni di lingua straniera senza mettere pressioni[1]
- prevedere delle attività comunicative in classe, come ad esempio la lettura ad alta voce di giornali e simulazioni di situazioni nella vita reale: quest'attività abitua i discenti a gestire la FLA durante gli episodi comunicativi con i nativi[1]
- usare tecniche di rilassamento e di meditazione mindfulness in quanto aiuta a regolare le proprie emozioni, ridurre lo stress e migliorare la memoria di lavoro (working memory).[1] Una tecnica di rilassamento in particolare è l'ascolto di musica, l'uso delle risate e l'uso di attività trasformate in giochi (gamification).[4] A queste tecniche base, si aggiunge l'abitudine di cantare canzoni in lingua straniera in classe.[11] Le tecniche di rilassamento più spinte includono gli esercizi di rilassamento progressivo dei muscoli e di visualizzazione, la meditazione e lo yoga.[6]
- esporre in modo graduale i discenti a situazioni ansiogene, qualunque esse siano (e.g., fare una presentazione in lingua straniera, parlare con un nativo), per desensibilizzarli verso tali situazioni: l'esposizione diretta a una situazione ansiogena senza un processo di preparazione e allenamento apposito potrebbe causare il panico[1]
- aumentare in modo progressivo la difficoltà dei task: anche l'assegnazione diretta di un compito troppo complesso potrebbe causare il panico.[1] La difficoltà dei task deve essere equiparata al livello linguistico del discente[6]
- spiegare ai discenti cosa sia la FLA e sottolineare il fatto che è un'ansia situazionale e passeggera in quanto si può intervenire con strategie mitiganti[4]
- conoscenza da parte del docente del processo di apprendimento o acquisizione linguistica e delle strategie migliori di apprendimento secondo la scienza,[4] a cui a margine si aggiunge la capacità di confutare le pseudo-teorie della linguistica folk
- mitigazione del perfezionismo, per cui la correzione continua degli errori va moderata e l'accuratezza assoluta va evitata ("teachers should not emphasize the idea that language must be accurate")[4] perlomeno non in sede di certificazione linguistica
- utilizzo da parte del docente di un atteggiamento amichevole e sorridente in quanto l'atteggiamento troppo serio provoca ansia.[4] Anche l'uso di un linguaggio del corpo di tipo positivo, del contatto oculare, dello humor e del nome proprio del discente invece del suo cognome contribuiscono a diminuire i livelli di FLA.[12]
- utilizzo di attività di gruppo[4] o di coppia,[6][11] con la premessa che il partner o il gruppo deve essere supportivo. La FLA viene mitigata dalla componente affettiva di un lavoro di gruppo o in coppia.[11] I livelli di FLA sono ancora più mitigabili se i membri del gruppo hanno diversi livelli di abilità nella lingua straniera, per cui i discenti più deboli hanno il supporto dei discenti più esperti.[6] Infine, i livelli di FLA sono ulteriormente mitigabili se i test orali sono sostituiti da lavori di gruppo o coppia scritti che vengono valutati. Quest'ultima strategia è stata ritenuta da alcuni docenti molto adatta nel contesto dell'eLearning.[6]
- utilizzo di premi e token da assegnare agli studenti di successo, inclusi quelli che tentano di superare la FLA[4]
- uso di un tempo limite adatto in base alla difficoltà di una prova o task[4] e/o in base al livello linguistico dei discenti
- utilizzare la tecnica della risposta ritardata (delayed response), per cui il docente fa una domanda a un discente e lascia il tempo al discente in questione di formulare la risposta in quanto, nel mentre, fa un'altra domanda a un altro discente.[12]
- spiegare ai discenti che i test scolastici sono da considerare come delle valutazioni in itinere e incomplete delle competenze linguistiche dei discenti; inoltre, provare a passare un test scolastico non è l'obiettivo finale dell'apprendimento linguistico[4]
- fare perno anche sull'autovalutazione degli studenti[6]
- condividere materiali multimediali extra e/o di supporto per i discenti di lingua straniera[6]
- coinvolgere i discenti nella creazione del syllabus, cioè del programma di insegnamento della lingua straniera, per cui i discenti hanno voce in capitolo.[6] Inoltre, in tal modo, il docente offre la possibilità di personalizzare il syllabus, per cui la motivazione dei discenti aumenta. Un alto livello di motivazione permette anch'esso di mitigare la FLA[12]
- coinvolgere i discenti nella decisione della modalità di valutazione[6] qualora sia possibile
- stabilire un rapporto umano con i discenti, per esempio attraverso conversazioni amichevoli con loro[6] che possono anche essere in lingua straniera
- qualora la FLA sia un elemento comune tra più discenti all'interno della stessa classe, il riconoscimento della FLA come una paura comune e condivisa mitiga la FLA stessa[12]
- fare parlare i discenti di argomenti noti, su cui dunque hanno già preparazione[7]
- fare scrivere un diario personale agli studenti, in modo tale che vi riversino eventuali pensieri e riflessioni collegate alla FLA, agli obiettivi linguistici in mente e al proprio percorso di miglioramento graduale nell'apprendimento o acquisizione della lingua straniera.[12] In particolare, l'uso di un diario insieme alle discussioni in classe a partire da fenomeni osservabili (e.g., l'uscita dalla fase del silenzio) possono sviluppare la capacità di ragionare sul percorso di acquisizione di una qualunque lingua straniera e sul percorso di acquisizione della propria L2.[5] La capacità metacognitiva dunque rende i discenti più consapevoli e meno ansiosi se, per esempio, compiono errori dopo l'uscita dalla fase del silenzio.
- abituarsi gradualmente a parlare con i parlanti nativi[8]
- fare un viaggio in almeno uno dei Paesi in cui la lingua straniera è parlata dalla popolazione[8]
- non saltare le lezioni di lingua straniera, in modo tale da imparare un poco per volta ogni settimana[8] e non restare indietro
- sviluppare nel tempo una fluenza maggiore nella lingua straniera,[8] siccome un miglioramento netto potenzialmente potrebbe diminuire la FLA
- rendersi conto che i compagni di corso si curano maggiormente del proprio percorso di apprendimento o acquisizione e non di quello degli altri[5]
- rendersi conto che, a inizio corso, alcuni compagni condividono le stesse difficoltà iniziali, per cui un discente "non è solo" in questo senso[5]
- usare anche la penna verde per correggere le prove, per cui gli elementi corretti e/o acquisiti (pure se le frasi sono scorrette) sono evidenziati e sottolineati con feedback positivi.[13] Per esempio, la frase "I goes to the park with my friend" è scorretta, ma "goes" indica che il suffisso -s in inglese è stato acquisito, inoltre la frase è totalmente intelligibile. La penna rossa si usa solo negli errori o si può limitare a segnalare le parti non intelligibili qualora, in contesto di acquisizione linguistica, le frasi scorrette ma intelligibili siano considerate corrette.
- orientarsi verso la valutazione evolutiva invece della valutazione basata sulla media aritmetica e dunque non su una logica narrativa e di percorso. La valutazione evolutiva, sostenuta in Italia dal pedagogista Daniele Novara, è riassumibile nella frase "Se uno studente prende prima 3, dopo 5 e poi 7, per me il voto a fine anno è 7"[14]
- fare conoscere tratti socio-culturali legati alla lingua straniera in modo tale da coltivare la consapevolezza cross-culturale e diminuire l'ansia derivata dalla mancanza di conoscenze intorno alle diversità culturali tra discente e parlanti nativi. Per esempio, il docente può parlargli di convenzioni, tradizioni, valori, modi di dire e stile di vita legati alla cultura straniera e fare esercizi di comparazione tra culture a livello di analogie e differenze. Pertanto, la consapevolezza cross-culturale diminuisce la FLA. Tuttavia, la strategia di prescrivere di fare/dire e non fare/non dire qualcosa all'interlocutore nativo durante le interazioni con lui rischia di essere ansiogena in quanto può inibire le future conversazioni.[4]
- contrattare in modo amichevole con i discenti un numero di interventi orali in classe. Questa soluzione si chiama "contrattazione della produzione orale" (contracting speaking), è stata proposta per la prima volta da Horwitz e sostanzialmente è una promessa di intervenire in classe che, se presa seriamente, motiva gli studenti a esporsi in classe e a prestare più attenzione e impegno in classe. Secondo uno studio di MacIntyre et al., gli studenti che hanno accettato la contrattazione della produzione orale in un corso di inglese per stranieri mediamente sono intervenuti maggiormente in classe, hanno sviluppato un maggiore coraggio nella produzione orale in L2, una minore sensibilità al giudizio dei compagni, una sensazione di orgoglio verso la propria scelta di intervenire in classe e una maggiore attitudine positiva verso la L2. Tuttavia, lo studio a detta degli autori ha il punto debole di essere durato solo una settimana, per cui registra solo gli effetti immediati del contratto di produzione orale. Gli studenti hanno mediamente reagito bene al contratto di produzione orale, nonostante gli autori ammettano come gli studenti potenzialmente possano sentire ansia per la pressione di implementare subito il contratto per evitare critiche da parte del docente con cui il contratto è stato stipulato. Inoltre, uno studente ha espresso pentimento per non essere riuscito a implementare il contratto; per quanto questa ammissione dia conto di come il contratto sia stato preso sul serio, comunque il fallimento di implementazione può portare a sentimenti di rabbia e/o vergogna e dunque aumentare la FLA. Pertanto, il contratto di produzione orale è una strategia con dei potenziali rischi annessi[11]
- altre strategie derivano dagli studi di psicologia positiva sul flusso nell'acquisizione delle lingue straniere.

Parte di queste strategie possono essere adottate anche durante le lezioni di lingua straniera online, dunque alle lezioni in DaD.
Secondo un questionario contenuto in uno studio di Liu e Wang (2023), gli insegnanti di inglese certificati (certified EFL teachers) utilizzano più strategie di mitigazione della FLA nella didattica online; inoltre, le utilizzano più spesso. In particolare, gli insegnanti come strategia di mitigazione specifica delle lezioni in DAD (Didattica a Distanza) a volte scrivono i feedback delle performance linguistiche nella chatroom privata invece che dirli ad alta voce davanti a tutti i discenti collegati o scriverli nella chatroom pubblica. Un'altra strategia per mitigare la FLA in caso di studenti assenti è lasciare il permesso di registrare la lezione per poi farla condividere e creare una chat di gruppo privata sui social per passare informazioni. In caso di registrazione della lezione, i feedback detti ad alta voce con atteggiamento negativo provocano molta più ansia in quanto rimangono registrati e possono essere riascoltati anche dal discente stesso.
Secondo una ricerca sulle strategie di mitigazione della FLA da parte di un gruppo di studenti giapponesi di inglese, la strategia di dire direttamente e apertamente al professore di provare ansia è perlopiù scartata dai discenti. Un'altra soluzione tendenzialmente scartata è quella di fare un corso extra di inglese attraverso un tutor a scuola o privato.
Sempre secondo la stessa ricerca, gli autori hanno evidenziato come gli studenti che hanno una conoscenza pregressa di una lingua e cultura straniera hanno meno ansia quando affrontano la stessa lingua all'università. Le tre attività citate che portano a questa conoscenza pregressa sono avere un amico che parla questa lingua, avere già fatto un viaggio nel posto in cui la lingua straniera viene parlata dalla popolazione e avere già superato un test di certificazione (achievement test) della lingua straniera.